# 小行星9938
小行星9938（9938 Kretlow）是一颗围绕太阳公转的小行星。1988年5月18日，維爾納·蘭德格拉夫在拉西拉天文台发现了此天体。
这颗小行星的绝对星等为222.6483372341041等。